# イリアス・カシディアリス
イリアス・カシディアリス（ギリシア語: Ηλίας Κασιδιάρης、1980年11月29日 - ）は、ギリシャの政治家。討論番組の生放送中、同席していた他の議員にコップの水をぶち撒け平手打ちするなどした為、世界中のメディアを通じてその名が知れ渡ることとなった。

## 経歴
徴兵制度を採用しているギリシャで兵役中に頭角を現し、キプロスにある第35特殊艦隊の下で特殊部隊員としての訓練を受けた。進学先のアテネ農業大学では食品科学を専攻、卒業後は食品の安全を管理する検査官として働いていた。
20歳までは新民主主義党の支持者だったが、2000年にケファロニア島で開催された黄金の夜明けのキャンプに初めて参加した後、極右的な思想に傾倒していった。この時、同党の党首であるニコラオス・ミハロリアコスとも親交を持った。
ギリシャ警察テロ防止班が行った一斉検挙で逮捕・勾留されるまでは、アッティカ地方の町ピケルミにある実家で両親と暮らしていた。

### 逮捕
2013年9月28日、犯罪組織に所属した疑いなどで、ギリシャ警察テロ防止班が夜明けとともに一斉検挙を行い、黄金の夜明け党首ニコラオス・ミハロリアコスおよび広報を担当するイリアス・カシディアリスの他、同党の国会議員3人が逮捕された。ギリシャでは同年9月18日、ファシズムへの反対を訴えてきたヒップホップ歌手のパブロス・フィッサスが何者かに刺殺される事件（パブロス・フィッサス殺害事件）が発生した際、逮捕された男が同党のメンバーであると供述したことから、各地で抗議デモが勃発した事態を受け、警察は同党の摘発を開始していた。
同年10月1日、イリアス・カシディアリスはアテネの治安判事裁判所に出廷した。同じく逮捕されていたイアニス・ラゴス、ニコス・ミホス、イリアス・パナギオタロスとともに、警察のバイク隊に護衛された黒いジープに乗せられ、勾留されていた警察署から裁判所に移送された。予審判事は、黄金の夜明けが殺人2件、殺人未遂3件、強盗2件、銀行への放火1件など数十件の事件に関与していた可能性を指摘した。また、ラゴス容疑者には多数の前科があるとされ、ギリシア国家情報庁による情報では、恐喝や売春を目的とした人身売買などへの関与が疑われている。

### 釈放
2015年3月20日、黄金の夜明け党首のニコラオス・ミハロリアコスおよび広報のイリアス・カシディアリスを含む計70人余りが、1年6ヶ月に及んだ未決勾留の期限が切れたため釈放された。ただし、同党議員のイアニス・ラゴスに対しては、国外への出国および一切の集会に参加することが禁止された。また、討論番組の生放送中に平手打ちされたギリシャ共産党のリアナ・カネリに対する暴行容疑がかけられていたイリアス・カシディアリスに対して有罪判決が下ることはなく、同じく釈放された。ただギリシャ当局は、同党にギリシャ国内の犯罪組織と繋がりを持つ者が多数いるとして、同件に関して数ヶ月以内に再度起訴する方針だと語った。なお、党首を含めほぼ全員の所属議員が犯罪容疑で勾留中であったにもかかわらず、黄金の夜明けは支持を維持し、党首のニコラオス・ミハロリアコスおよびイアニス・ラゴスを含む17名の国会議員は、獄中で当選を果たしている。

### 復帰
1年6ヶ月に及んだ未決勾留の末に釈放されたイリアス・カシディアリスは政界に復帰、政権党となっていた急進左派連合のアレクシス・ツィプラス首相が2015年1月の総選挙で、EUやIMFが強いる緊縮財政政策に終止符を打つと国民に約束し選挙に勝利したにもかかわらず、実際の交渉ではドイツなどに妥協を強いられ、拒絶すると公言していたはずの新たな緊縮案を母国ギリシャへ持ち帰った。これについては、ツィプラス自身も結果として公約違反になったと認めている。これに対して、外国の援助を受けない独立したギリシャの復活を掲げ、一貫して緊縮財政政策に反対していた黄金の夜明けは激怒し、中でもイリアス・カシディアリスは、ツィプラス首相が持ち帰った緊縮案を「卑劣な覚書」と呼び捨てながら「奴ら（債権者）がギリシャから得られるものなど何も無いし、そもそもギリシャとギリシャの人々はノー（ギリシア語: OXI/オヒ）と言ったんだ。ギリシャ国民は、お前ら（急進左派連合）をギリシャの歴史のゴミ箱に放り込むだろう」などと議会で声を張り上げながら、ツィプラス首相が持ち帰った緊縮案のコピーを破り、投げ捨てた。

## 主張
アラブの春以降に急増した、欧州へ避難する際の玄関口となっているレスボス島やコス島などに押し寄せている難民や移民に対して「人間以下」「社会の寄生虫」などと公言しており、デモの際も「外国人は出て行け」「泥棒は出て行け」などと主張するなど、排外主義的な発言は枚挙に暇がない。また、「報道機関は信じられない。我々への批判やウソばかりを流している」「これまでの政治家たちの不正義に、みんな頭にきてるんだ。この国を大掃除できるのは我々だけだ」などと話した。